# العلاقات الإماراتية الإثيوبية
العلاقات الإماراتية الإثيوبية هي العلاقات الثنائية التي تجمع بين الإمارات العربية المتحدة وإثيوبيا.

## مقارنة بين البلدين
هذه مقارنة عامة ومرجعية للدولتين:
| وجه المقارنة                                              | الإمارات العربية المتحدة | إثيوبيا                        |
| --------------------------------------------------------- | ------------------------ | ------------------------------ |
| المساحة (كم2)                                             | 83.60 ألف                | 1.10 مليون                     |
| عدد السكان (نسمة)                                         | 9.40 مليون               | 104.96 مليون                   |
| الكثافة السكانية (ن./كم²)                                 | 112.44                   | 95.42                          |
| العاصمة                                                   | أبو ظبي                  | أديس أبابا                     |
| اللغة الرسمية                                             | اللغة العربية            | اللغة الأمهرية                 |
| العملة                                                    | درهم إماراتي             | بير إثيوبي                     |
| الناتج المحلي الإجمالي (بليون دولار)                      | 382.58 مليار             | 80.56 مليار                    |
| الناتج المحلي الإجمالي (تعادل القوة الشرائية) بليون دولار | 640.72 مليار             | 161.90 مليار                   |
| الناتج المحلي الإجمالي الاسمي للفرد دولار أمريكي          | 40.44 ألف                | 619                            |
| الناتج المحلي الإجمالي للفرد دولار أمريكي                 | 67.67 ألف                | 1.50 ألف                       |
| مؤشر التنمية البشرية                                      | 0.835                    | 0.442                          |
| رمز المكالمات الدولي                                      | +971                     | +251                           |
| رمز الإنترنت                                              | .ae، .امارات             | .et                            |
| المنطقة الزمنية                                           | ت ع م+04:00              | ت ع م+03:00، توقيت شرق أفريقيا |

## منظمات دولية مشتركة
يشترك البلدان في عضوية مجموعة من المنظمات الدولية، منها:
| علم المنظمة | اسم المنظمة                        | تاريخ انضمام الإمارات العربية المتحدة | تاريخ انضمام إثيوبيا |
| ----------- | ---------------------------------- | ------------------------------------- | -------------------- |
|             | الاتحاد البريدي العالمي            | ?                                     | ?                    |
|             | مؤسسة التنمية الدولية              | 23 ديسمبر 1981                        | 11 أبريل 1961        |
|             | منظمة حظر الأسلحة الكيميائية       | ?                                     | ?                    |
|             | الأمم المتحدة                      | 9 ديسمبر 1971                         | 13 نوفمبر 1945       |
|             | وكالة ضمان الاستثمار متعدد الأطراف | 20 أكتوبر 1993                        | 13 أغسطس 1991        |
|             | منظمة الشرطة الجنائية الدولية      | ?                                     | ?                    |
|             | مؤسسة التمويل الدولية              | 30 سبتمبر 1977                        | 20 يوليو 1956        |
|             | البنك الدولي للإنشاء والتعمير      | 22 سبتمبر 1972                        | 27 ديسمبر 1945       |
|             | الاتحاد الدولي للاتصالات           | 27 يونيو 1972                         | 20 فبراير 1932       |
|             | البنك الإفريقي للتنمية             | ?                                     | ?                    |
|             | الفريق المعني برصد الأرض           | ?                                     | ?                    |
|             | يونسكو                             | 20 أبريل 1972                         | 1 يوليو 1955         |

## وصلات خارجية
- موقع وزارة الخارجية الإماراتية
- موقع وزارة الخارجية الإثيوبية